# Mitsuhisa Taguchi
Mitsuhisa Taguchi (jap. 田口 光久, Taguchi Mitsuhisa; * 14. Februar 1955 in Akita, Präfektur Akita; † 12. November 2019) war ein japanischer Fußballtorhüter.

## Nationalmannschaft
1975 debütierte Taguchi für die japanische Fußballnationalmannschaft. Taguchi bestritt 59 Länderspiele.

## Errungene Titel
- Japan Soccer League: 1973, 1978, 1982
- Kaiserpokal: 1973, 1978, 1980

## Persönliche Auszeichnungen
- Japan Soccer League Best Eleven: 1975, 1977, 1978, 1979, 1980, 1981, 1982, 1983